# Municipio Metropolitano de la Ciudad de Johannesburgo
El Municipio Metropolitano de la Ciudad de Johannesburgo es uno de los ocho municipios metropolitanos de Sudáfrica y administra la ciudad de Johannesburgo y sus suburbios. Está dividido en varias secciones y departamentos con la finalidad de brindar servicios a la ciudad.

## Administración
En un principio la organización del municipio se descentralizó en 11 regiones y, por razones de eficiencia, el número de regiones se redujo a siete, reuniendo áreas similares en una sola región. Cada región es responsable de la prestación de los servicios de salud, vivienda, deporte y recreación, bibliotecas, desarrollo social, y otros servicios comunitarios.
Johannesburgo es una ciudad dividida: los pobres viven en su mayoría en los suburbios del sur o en las periferias del extremo norte, mientras que la clase media vive en su mayoría en los suburbios del centro y el norte. En 2012 el desempleo rondaba el 25% de la población activa, afectando mayormente a los trabajadores más jóvenes. Alrededor del 20% de la población vive en condiciones de pobreza extrema, en asentamientos informales que carecen de carreteras, electricidad o cualquier otro tipo de servicio municipal directo. Otro 40% vive en infraviviendas y con insuficiente dotación municipal.